# Daniel Bravo
Daniel Bravo (ur. 9 lutego 1963 w Tuluzie) – piłkarz francuski grający na pozycji defensywnego pomocnika.

## Kariera klubowa
Bravo rozpoczynał piłkarską karierę w małym amatorskim klubie o nazwie JS Cugnaux. W wieku 16 lat trafił do OGC Nice i już 24 lipca 1980 roku zadebiutował w Ligue 1 w przegranym 0:1 spotkaniu z FC Metz. Od początku sezonu był podstawowym zawodnikiem klubu i dość szybko stał się jego gwiazdą, ale w 1982 roku spadł z ligi i sezon 1982/1983 spędził w Ligue 2. Na drugim froncie strzelił aż 11 goli, co spowodowało, że latem 1983 przeszedł do AS Monaco i tym samym powrócił do pierwszej ligi. W pierwszym sezonie gry został wicemistrzem Francji oraz dotarł do finału Pucharu Francji, za to w 1985 roku wywalczył to trofeum, a w lidze zajął z Monaco 3. miejsce. W kolejnych dwóch sezonach w ASM nie osiągnął już więcej sukcesów i w 1988 roku powrócił do Nice, któremu pomógł w utrzymaniu w lidze, a w 1989 roku zajął 6. pozycję.
Latem 1989 Bravo znów zmienił barwy klubowe i został piłkarzem Paris Saint-Germain, ówczesnego wicemistrza kraju. Tam również zaczął grać w pierwszym składzie, jednak w 1990 zajął z nim dopiero 5. pozycję w lidze. Kolejne sukcesy Daniel osiągnął w 1993 roku, gdy został wicemistrzem kraju z PSG, a także wywalczył swój drugi w karierze Puchar Francji oraz dotarł do półfinału Pucharu UEFA. W 1994 roku znów zagrał w półfinale europejskich pucharów, ale tym razem w Pucharze Zdobywców Pucharów, ale większy sukces osiągnął w lidze, gdy po raz pierwszy i jak się później okazało – jedyny, został mistrzem Francji. Dzięki temu w sezonie 1994/1995 zadebiutował w Lidze Mistrzów, a na krajowym podwórku zdobył Puchar Ligi Francuskiej, a także kolejny francuski puchar. Dzięki temu w sezonie 1995/1996 znów wystąpił w Pucharze Zdobywców Pucharów i z PSG doszedł do finału, a w nim paryski klub pokonał 1:0 Rapid Wiedeń (Bravo wystąpił przez 90 minut).
Latem 1996 Daniel zdecydował się opuścić PSG i przeszedł do włoskiej Parmy, w której spotkał dwóch swoich rodaków: Liliana Thurama i Reynalda Pedrosa. Z zespołem tym wywalczył wicemistrzostwo Włoch, ale po sezonie wrócił do ojczyzny i został piłkarzem Olympique Lyon. W Olympique był jednak już rezerwowym, m.in. ze względu na wiek i podobnie było w kolejnym sezonie, gdy był już zawodnikiem Olympique Marsylia. W 1999 roku został wicemistrzem Francji z OM. Sezon 1999/2000 Bravo spędził w swoim pierwotnym klubie, OGC Nice, z którym nie zdołał wywalczyć awansu z Ligue 2 do Ligue 1, a latem zakończył piłkarską karierę w wieku 37 lat.
| Sezon   | Klub                | Kraj    | Rozgrywki | Mecze | Bramki |
| ------- | ------------------- | ------- | --------- | ----- | ------ |
| 1980/81 | OGC Nice            | Francja | Ligue 1   | 29    | 2      |
| 1981/82 | OGC Nice            | Francja | Ligue 1   | 33    | 5      |
| 1982/83 | OGC Nice            | Francja | Ligue 2   | 29    | 11     |
| 1983/84 | AS Monaco           | Francja | Ligue 1   | 34    | 5      |
| 1984/85 | AS Monaco           | Francja | Ligue 1   | 36    | 9      |
| 1985/86 | AS Monaco           | Francja | Ligue 1   | 34    | 8      |
| 1986/87 | AS Monaco           | Francja | Ligue 1   | 18    | 0      |
| 1987/88 | OGC Nice            | Francja | Ligue 1   | 21    | 3      |
| 1988/89 | OGC Nice            | Francja | Ligue 1   | 29    | 15     |
| 1989/90 | Paris Saint-Germain | Francja | Ligue 1   | 30    | 5      |
| 1990/91 | Paris Saint-Germain | Francja | Ligue 1   | 35    | 8      |
| 1991/92 | Paris Saint-Germain | Francja | Ligue 1   | 36    | 6      |
| 1992/93 | Paris Saint-Germain | Francja | Ligue 1   | 30    | 3      |
| 1993/94 | Paris Saint-Germain | Francja | Ligue 1   | 22    | 1      |
| 1994/95 | Paris Saint-Germain | Francja | Ligue 1   | 32    | 0      |
| 1995/96 | Paris Saint-Germain | Francja | Ligue 1   | 32    | 0      |
| 1996/97 | AC Parma            | Włochy  | Serie A   | 24    | 0      |
| 1997/98 | Olympique Lyon      | Francja | Ligue 1   | 14    | 4      |
| 1998/99 | Olympique Marsylia  | Francja | Ligue 1   | 20    | 1      |
| 1999/00 | OGC Nice            | Francja | Ligue 2   | 19    | 1      |

## Kariera reprezentacyjna
W reprezentacji Francji Bravo zadebiutował 23 lutego 1982 roku w wygranym 2:0 meczu z Włochami. W 1984 roku został powołany do kadry na Euro 84. Tam zagrał jedynie w grupowym spotkaniu z Jugosławią (3:2), ale z imprezy tej przywiózł złoty medal za mistrzostwo Europy. Swój ostatni mecz w barwach „Tricolores” rozegrał 11 października 1989, a Francuzi pokonali 3:0 Szkocję. W kadrze narodowej wystąpił w 13 spotkaniach i strzelił 1 bramkę.